# Silo de Toledo
El silo de Toledo es un silo situado en la ciudad de Toledo, provincia de Toledo, comunidad autónoma de Castilla-La Mancha, España. Formaba parte de la Red Nacional de Silos y Graneros.

## Historia
Su construcción fue promovida por el Servicio Nacional de Cereales, heredero del antiguo Servicio Nacional del Trigo que había operado durante el régimen franquista. Entró en servicio en 1968.  El silo de Toledo pasó en 1971 a manos del Servicio Nacional de Productos Agrarios (SENPA).

## Características
Se trata de un silo de tipo S o D. Su estructura está formada por un conjunto de celdas rectangulares de hormigón armado, dispuestas en módulos compactos y de mayor número que en otras tipologías de la red. Posee una capacidad de almacenamiento de unas 3350 toneladas y una superficie de 354 m².[cita requerida]